# Baba Tchagouni
Baba Tchagouni (31 de dezembro de 1990) é um futebolista profissional togolês que atua como goleiro.

## Carreira
Baba Tchagouni representou o elenco da Seleção Togolesa de Futebol no Campeonato Africano das Nações de 2017.